# Иисус и Жозефина
Иисус и Жозефина (дат. Jesus & Josefine) — датский телесериал, транслировался на телеканале TV2 в декабре 2003 года. Состоит из 24 серий. Режиссёром сериала является Карстен Миллеруп. Сценарий написали Бо Х. Хансен и Николай Шерфиг. В главных ролях снялись: Пернилла Каа Хойер (Жозефина), Расмус Отт (Оскар), Кьелль Норгор (Торсен) и Себастьян Огор-Вильямс (Иисус).
В 2005 году появилось продолжение сериала — кинофильм «Медальон Торсена» («Оскар и Жозефина»).

## Сюжет
Девочка по имени Жозефина родилась 24 декабря, поэтому конкурентом её дня рождения является Рождество. Из-за этого Жозефина не любит Рождество. Она приходит в магазин, который принадлежит загадочному Торсену. Этот с виду хороший старик тоже не любит Рождество. Жозефина стала часто посещать его магазин, где она находит волшебный предмет, являющийся машиной времени. Она переносится в 12 год нашей эры, когда Иисус был ещё двенадцатилетним мальчиком. Девочка подружилась с Иисусом. Когда лучший друг Жозефины Оскар узнаёт о её путешествиях во времени, то он не приходит в восторг. Мальчик говорит, что это опасно, и так можно поменять историю. Оскар находит упоминание Жозефины в Библии, как «Девушка с Севера». Жозефина и Оскар скрыли от Иисуса, что он будет распят, и сказали ему, что он умрёт стариком. Но Лукас, младший брат Жозефины, спрашивает у Иисуса «Ты на самом деле боишься умереть на кресте?». Узнав правду, Иисус решил стать гладиатором и не совершать чудеса.
Вернувшись в настоящее, Жозефина и Оскар приходят в ужас. Поскольку Иисус не жертвовал собой, мир выглядит совсем иначе. Вместо имён у людей лишь номера, многие работают на угольных шахтах. Никто не говорит о Боге. Этим миром правит Торсен, тот самый старик. Это изменение истории входило в его планы с самого начала, ведь Торсен является Дьяволом.
Когда Оскар и Жозефина вновь возвращаются в прошлое, то они направляют Иисуса по правильному пути. Будущее спасено. Торсен настигает Оскара и Жозефину в церкви, но те с помощью молитвы «Отче наш» побеждают Торсена и прогоняют его в Ад.

## Трансляция
Премьера сериала состоялась на датском телеканале TV2. Все серии показали с 1 по 24 декабря. В январе 2005 года сериал показали на немецком телевидении, трансляцию вёл детский телеканал KI.KA. Также сериал показывали на норвежском телеканале NRK1 и шведском Barnkanalen. В России сериал мало известен, дубляжа на русский язык нет.

## Съёмочная группа
- Режиссёр — Карстен Миллеруп
- Продюсеры — Камилла Хаммерих, Томас Хоструп-Ларсен, Бо Мортенсен и другие.
- Сценаристы — Бо Х. Хансен и Николай Шерфиг
- Оператор — Хенрик Кристенсен
- Композиторы — Мартин Бригманн, Ларс Даниэль Теркельсен
- Художники — Камилла Бьорнвад, Расмус Тьеллесен и
- Художник по костюмам — Франсуаза Николет
- Монтаж — Кристин Иллеборг, Ульрика Ран, Май Тордаль

## Персонажи
- Жозефина (Josefine) — молодая девушка, голубоглазая блондинка. Переместившись в прошлое, становится другом Иисуса Христа. Роль исполняет Пернилла Каа Хойер.
- Оскар (Oskar) — лучший друг Жозефины, влюблён в неё. Ревнует её к Иисусу. В конце у него всё-таки появились отношения с Жозефиной. Роль исполняет Расмус Отт.
- Луиза (Louise) — мать Жозефины. Является пастором и была очень рада тому, что Жозефина вдруг заинтересовалась Библией. Роль исполняет Андреа Ван Йенсен.
- Йеспер (Jesper) — отец Жозефины. Кулинар, любит печь, пишет книгу «Библия выпечки», где есть упрощённые рецепты, так как он считает, что обычные рецепты слишком сложны. Роль исполняет Николай Стеен.
- Лукас (Lukas) — младший брат Жозефины. В отличие от своей сестры, любит Рождество. Роль исполняет Йонатан Вернер Юэль.
- Иисус (Jesus) — мальчик со сверхъестественными способностями, совершает чудеса. Становится другом Жозефины. Роль исполняет Себастьян Огор-Вильямс.
- Мария (Maria) — мать Иисуса, твёрдо знает, что он Сын Божий. Роль исполняет Камилла Бендикс.
- Иосиф (Josef) — приёмный отец Иисуса, иногда пьёт вино. Роль исполняет Мартин Бригманн.
- Торсен (Thorsen) — владелец магазина «Свободная зона от Рождества». Является Дьяволом. Роль исполняет Кьелль Норгор.
- Итти (Jytte) — школьный учитель Оскара и Жозефины. Роль исполняет Бодиль Ёргенсон.

## В ролях
- Пернилла Каа Хойер — Жозефина
- Расмус Отт — Оскар
- Кьельд Норгаард — Торсен
- Себастьян Огор-Вильямс — Иисус
- Андреа Ван Йенсен — Луиза (мать Жозефины)
- Николай Стеен — Йеспер (отец Жозефины)
- Йонатан Вернер Юэль — Лукас (младший брат Жозефины)
- Камилла Бендикс — Мария (мать Иисуса)
- Мартин Бригманн — Иосиф (приёмный отец Иисуса)
- Лело Шальби — Иуда
- Франк Тиль — римский солдат
- Николас Бро — римский солдат
- Оле Теструп — центурион
- Михаэль Йенсен — охранник
- Йон Кальмар — охранник
- Мария Хорфнер-Даль — Архангел
- Асгер Реэр — царь Ирод
- Люк МакКуиллан — Пётр